# Palazzo Sanfelice

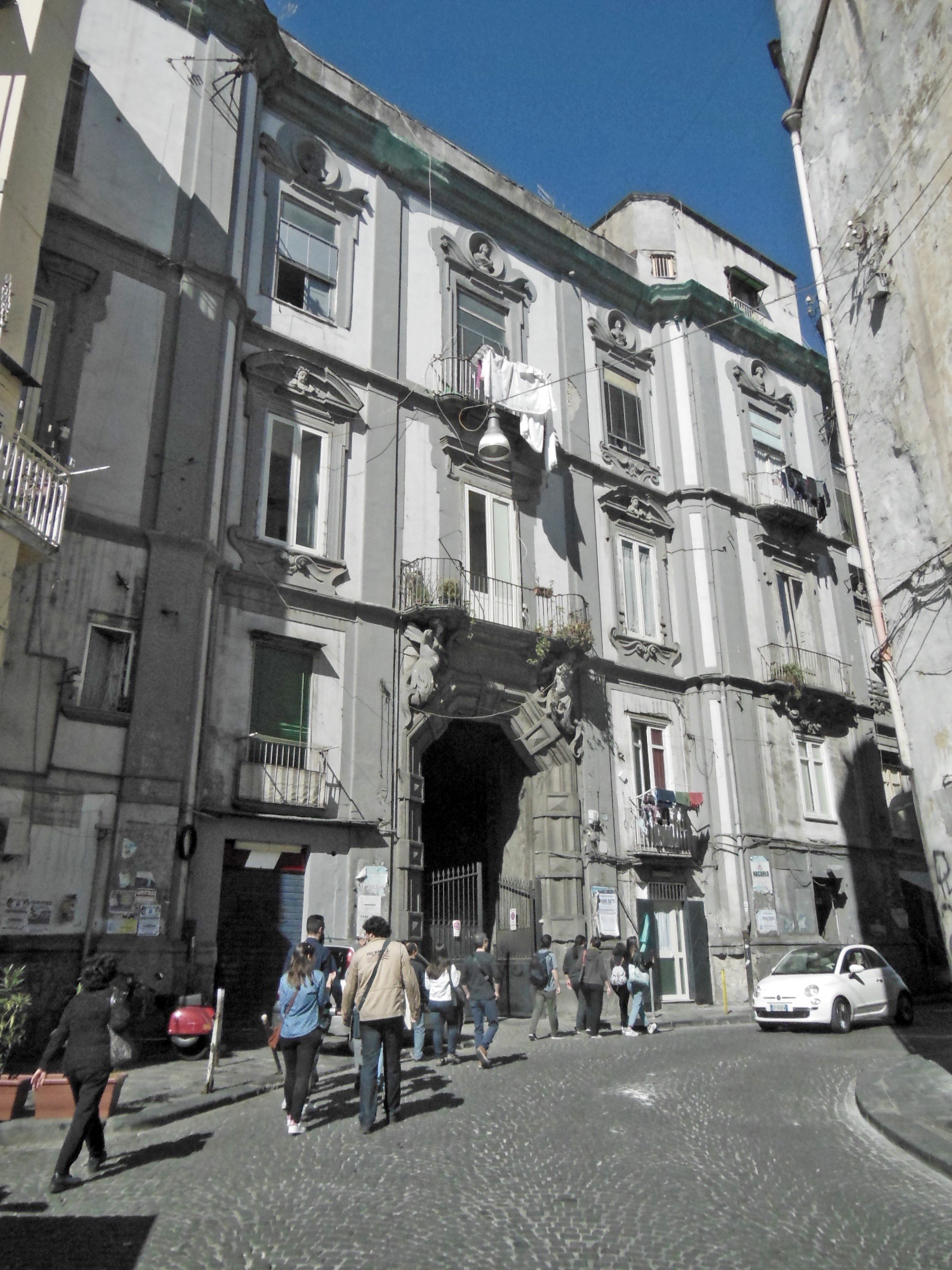
Palazzo Sanfelice in Neapel

Der Palazzo Sanfelice ist ein Palast aus dem 18. Jahrhundert im Viertel Sanità in Neapel in der italienischen Region Kampanien. Er liegt in der Via Sanità, 2/6.

## Geschichte
In den Jahren 1724–1728 projektierte Ferdinando Sanfelice die Residenz für sich und seine Familie in einem Gebiet außerhalb der Stadtmauer, an einem gesünderen Ort als dem überfüllten Stadtzentrum. Er plante den Palast anschließend an ein bereits existierendes Gebäude, dass die Sanfelices gekauft hatten; dieses wurde anschließend in die meisterhafte Residenz integriert.

## Beschreibung

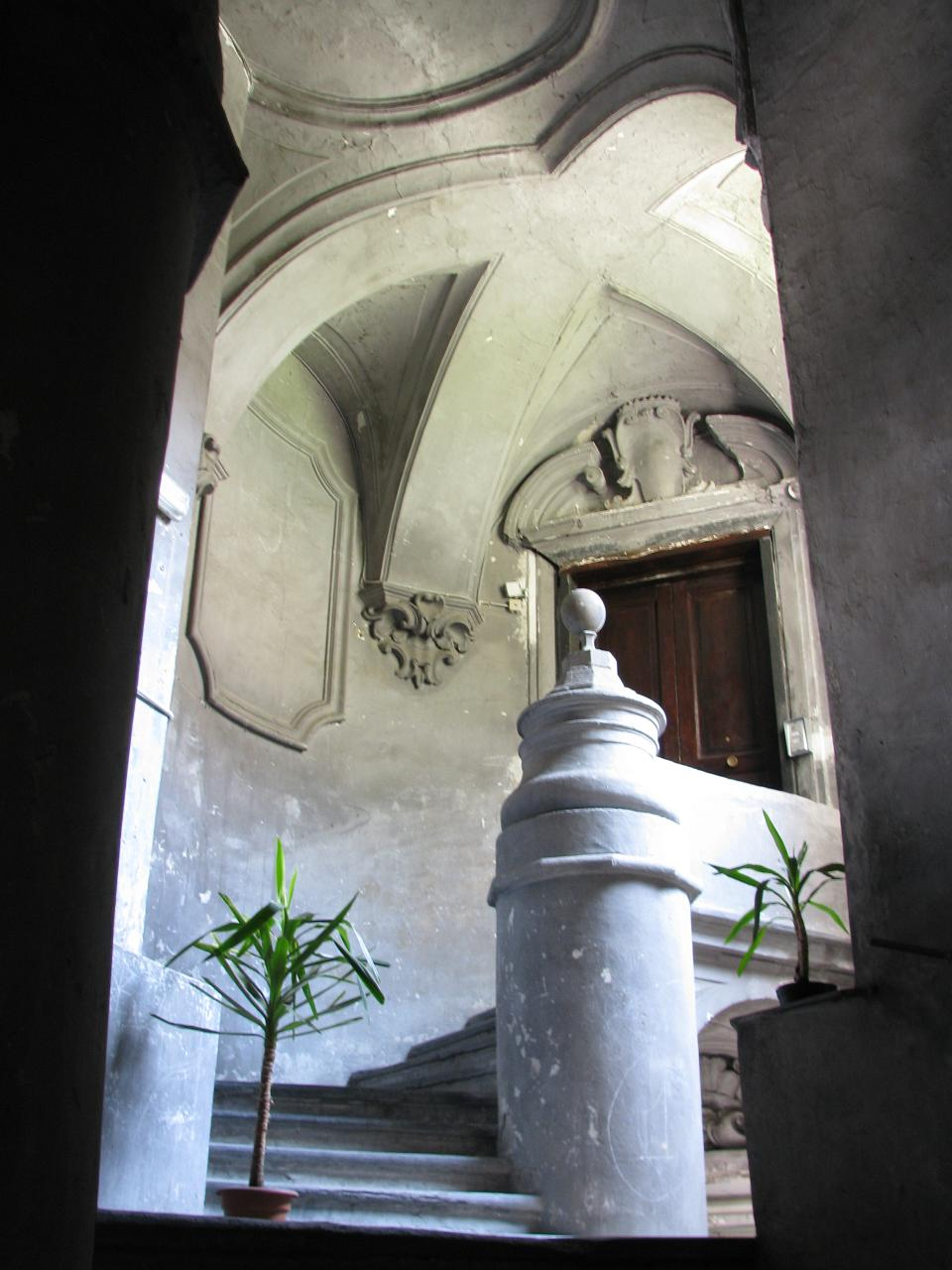
Treppe im ersten Hof

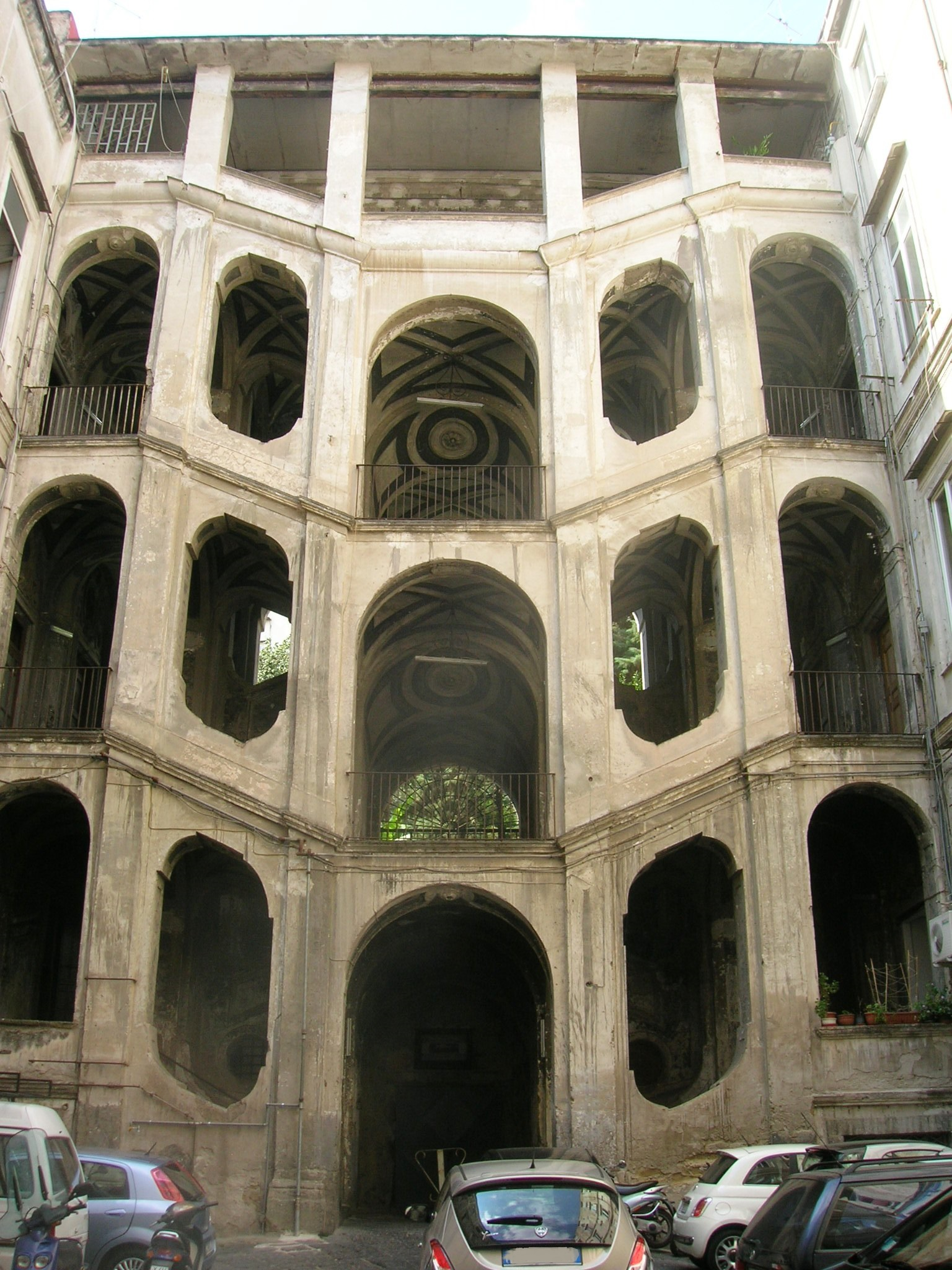
Haupttreppe (in mäßigem Erhaltungszustand)

Über den Zwillingsportalen des Palastes aus Piperno und Marmor wurden Tafeln aus dem 18. Jahrhundert zwischen den Sirenen und dem Balkon im ersten Obergeschoss angebracht.
Über dem Eingang des Hausteils, das von dem neapolitanischen Architekten projektiert und realisiert wurde, ist folgende Inschrift angebracht:

“FERDINANDUS SANFELICIUS PATR. NEAP. OB EXIMIAM LOCI SALUBRITATEM HASCE AEDES AB SOLO EXCITAVIT IDEM OPERIS CURATOR INVENTOR ET DOMINUS.
AN SAL MDCCXXVIII“

(dt.: Ferdinando Sanfelice, ein neapolitanischer Patrizier, errichtete wegen der außergewöhnlichen Gesundheit dieses Ortes dieses Haus von Grund auf. Er war der Projektant, Besorger und Eigentümer des Werks. Im gesunden Jahr 1728.)

während über dem des von ihm gekauften und umgebauten Hausteils folgende Inschrift angebracht ist:

“FERDINANDUS SANFELICIUS PATRITIUS NEAPOLITANUS ÆDES NOBILIORI OPERE RESTITUIT DILATAVIT ORNAVIT.“

Ferdinando Sanfelice, ein neapolitanischer Patrizier, restaurierte dieses Haus mit edleren Werken, erweiterte und schmückte es.)

Die Fassade, die durch sieben stuckdekorierte Fenster pro Stockwerk unterbrochen ist, erhebt sich vier Stockwerke hoch. Im ersten Obergeschoss wechseln sich flache Tympana an den Balkonen mit runden und/oder dreieckigen Tympana an den Fenstern ab. Im zweiten Obergeschoss gibt es dagegen Verzierungen mit Bögen, die an den Stellen gespitzt sind, an denen sich in der Mitte Ronden mit Büsten befinden.
Bemerkenswert sind die Innenhöfe, die zusammen mit den Treppen als Bühnenbild dienen. Der erste Hof hat einen achteckigen Grundriss und vermittelt den Zugang zum Vestibül mit Resten von Fresken, die Adelswappen der Eigentümer zeigen. In diesem Hof gibt es eine Treppe Sanfelices entlang der achteckigen Wände. Der zweite Hof mit rechteckigem Grundriss besitzt eine einfache Treppe Sanfelices in Form von Falkenflügeln, die als Proszenium für den rückwärtigen Garten fungiert.
In den Innenräumen gab es Fresken von Francesco Solimena und in der Privatkapelle Skulpturen von Giuseppe Sanmartino, die heute nicht mehr dort sind, aber in Stadtführern aus dem 18. Jahrhundert erwähnt sind.

## Bemerkenswertes
An den Eingangstreppen bemerkt man die Stufen aus Stein aus Lavagna, die Sanfelice zu Ehren seiner Gattin einsetzen ließ, die aus Lavagna in Ligurien stammte.

## In Film und Fernsehen
Der erste Innenhof mit seiner wunderschönen offenen Treppe diente als Szenerie für den Film Die Über-Sinnliche (Questi fantasmi), einem Film von 1967 nach der Komödie Questi fantasmi! von Eduardo De Filippo.
Darüber hinaus wurden dort weitere Filme gedreht, wie Die vier Tage von Neapel von Nanni Loy und Gegè Bellavita von Pasquale Festa Campanile und im September 2011 wurden dort einige Szenen der Miniserie Pupetta – Il coraggio e la passione mit Manuela Arcuri gedreht, die im Juni 2013 erstmalig im italienischen Fernsehen gezeigt wurde. Weiterhin wurden dort einige Szenen der dritten Staffel von Gomorrha und einige Szenen des Films 5 è il numero perfetto aufgenommen. 2019 wurden dort die Schlussszenen von Il sindaco del rione Sanità gedreht, eines Films von Mario Martone, der von der gleichnamigen Komödie von Eduardo De Filippo inspiriert war.
Im dritten Akt des Schauspiels La gatta Cenerentola ist das Bühnenbild durch diesen Palast inspiriert. Auch wurden einige Szenen des Films Sie nannten ihn Plattfuß aus dem Jahr 1973 mit Bud Spencer unter der Regie von Stefano Vanzina dort gedreht. Im Sommer 2020 wurden einige Aufnahmen der Fernsehserie Mina Settembre dort gemacht – hier befand sich im Film die Klinik, in der die Protagonistin arbeitete. 2023 war das Gebäude in der ersten Episode der zweiten Staffel der Fernsehserie Il commissario Ricciardi zu sehen, und zwar als Unterkunft des Kredithais Gennaro Luise.
Der Palazzo Sanfelice ist auch in der Eingangsszene der langjährigen Seifenoper Un posto al sole, die in Neapel spielt, zu sehen.

## Bildergalerie

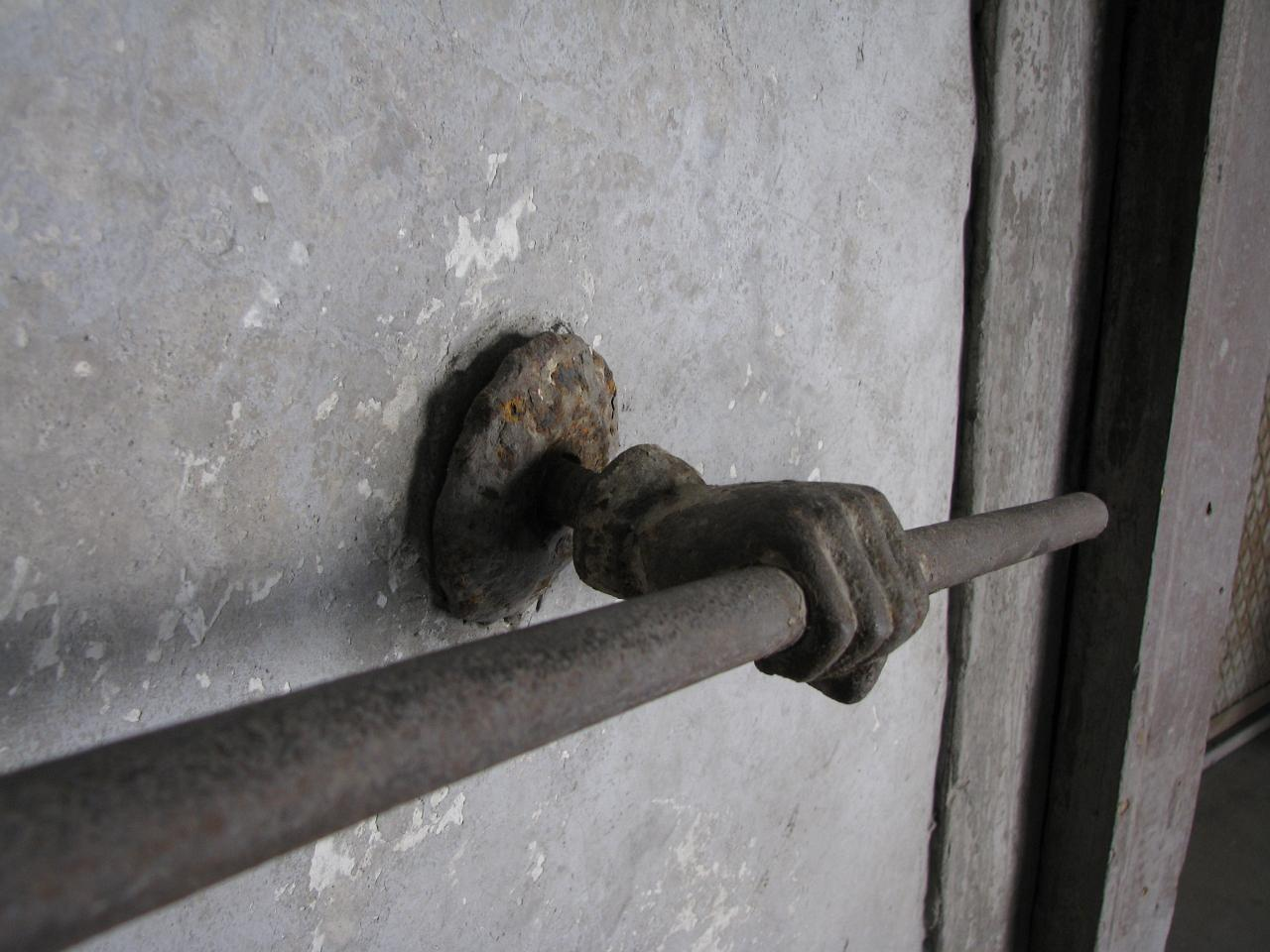
Treppengeländer
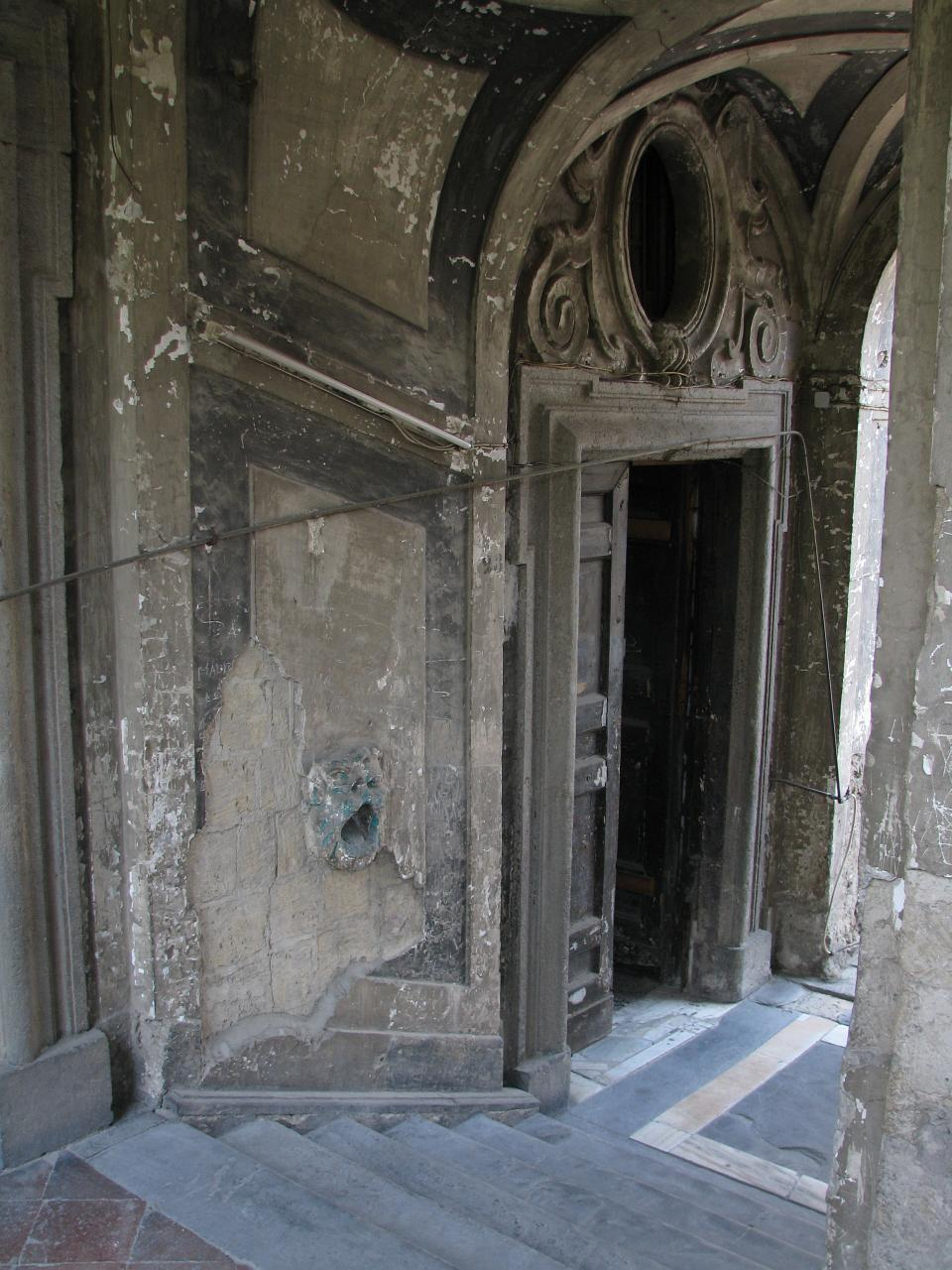
Stuckverzierungen an der Haupttreppe